# Thunderhead
Thunderhead sont des montagnes russes en bois twister du parc Dollywood, situé à Pigeon Forge, dans le Tennessee, aux États-Unis.

## Statistiques
- Trains : 12 wagons par train. Les passagers sont placés à 2 par wagon pour un total de 24 passagers par train.
- Lieu : Ouvert comme attraction principale dans une nouvelle zone du parc appelée Thunderhead Gap.
- Options : Thunderhead possède un fly-through station à la mi-parcours, le train traverse la gare dans sa partie haute à 3 mètres à une vitesse d'environ 70 km/h.

## Galerie

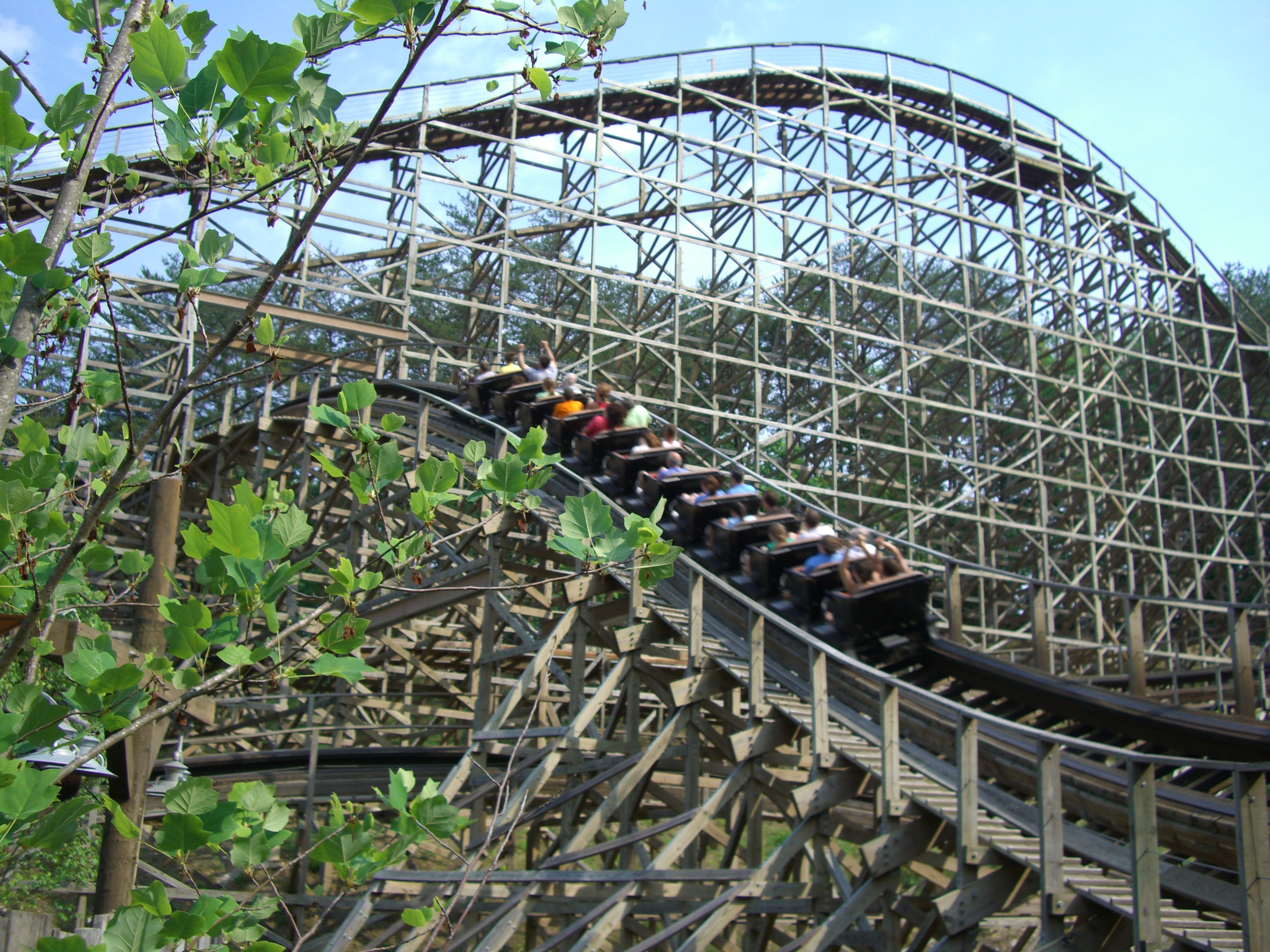
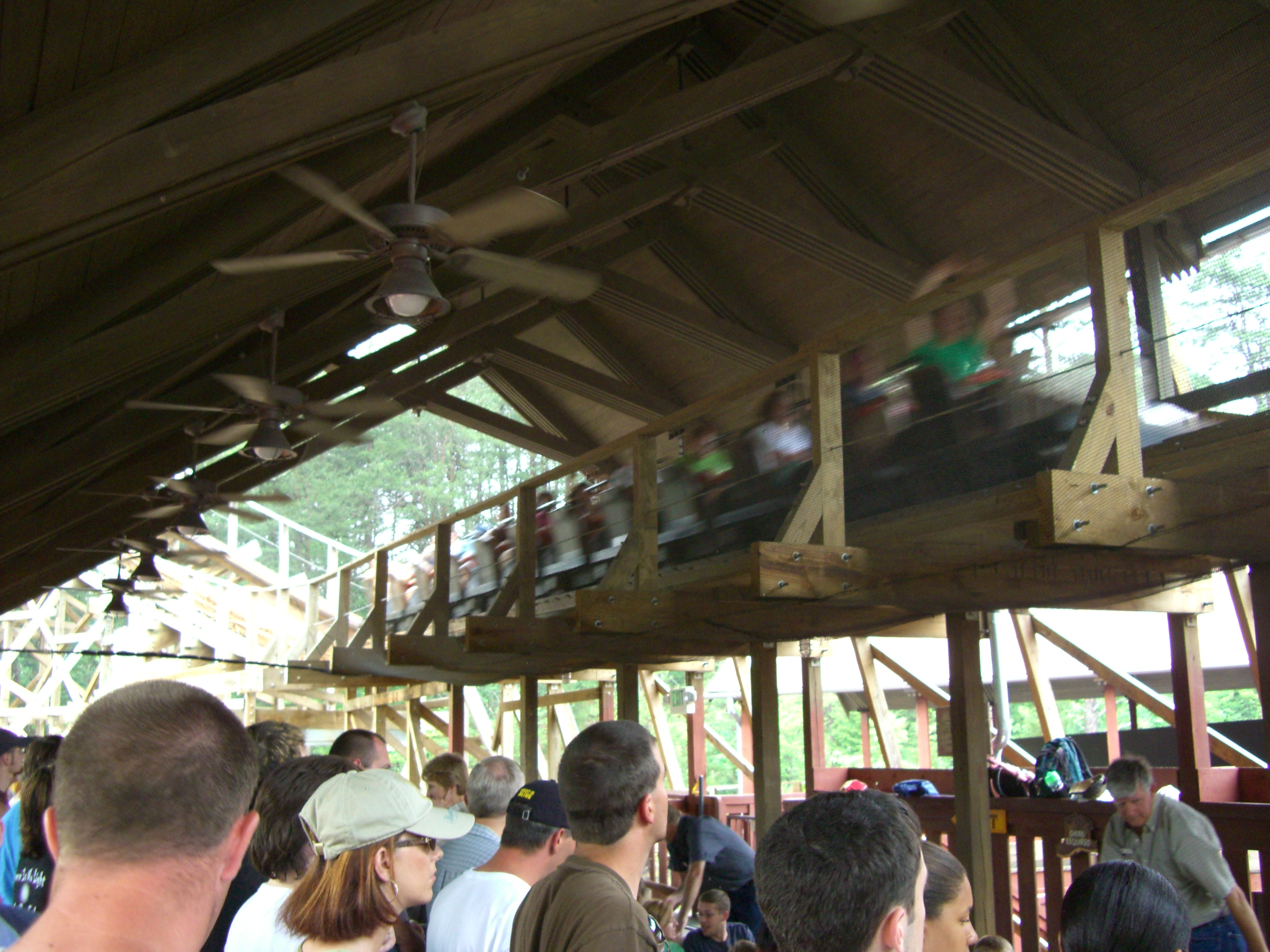
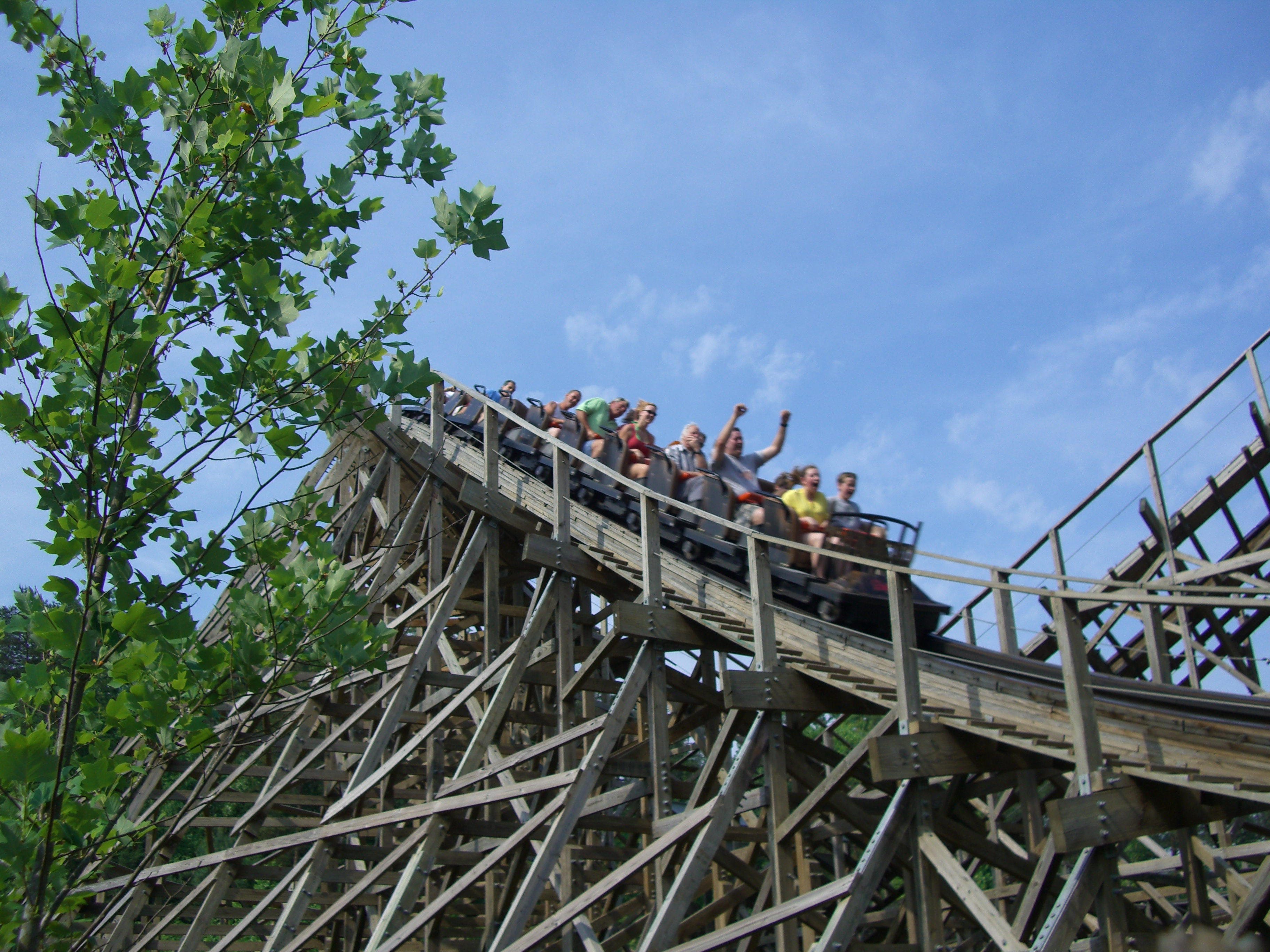

## Classements
| Classement | 6 | 1 | 1 | 2 | 2 | 5 | 5 | 5 | 4 | 5 | 5 |

| Classement | 5 | 2 | 7 | 3 |

| Classement |  |  | 4 | 3 |